# Kirche Neuengönna

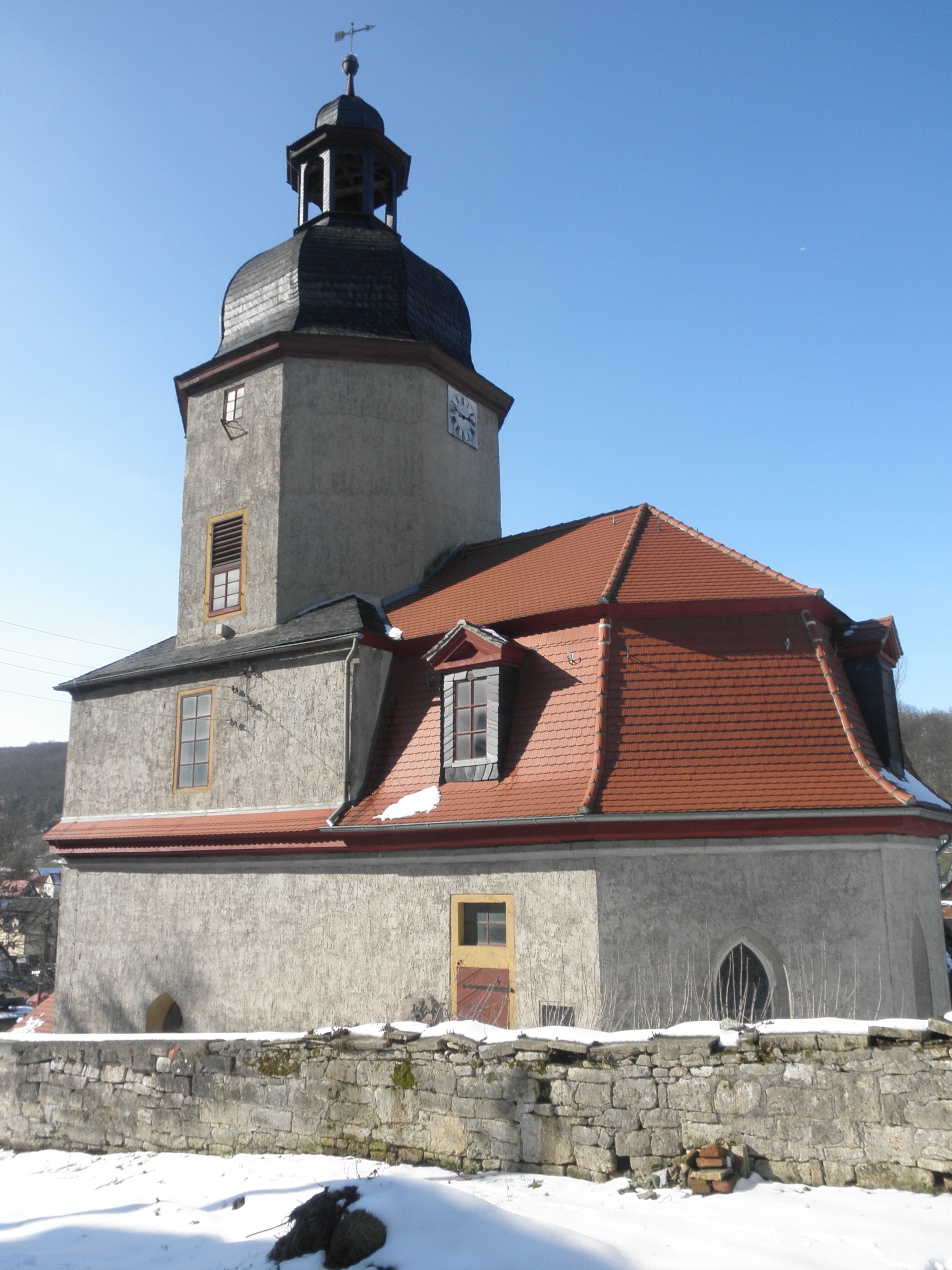
Kirche Neuengönna

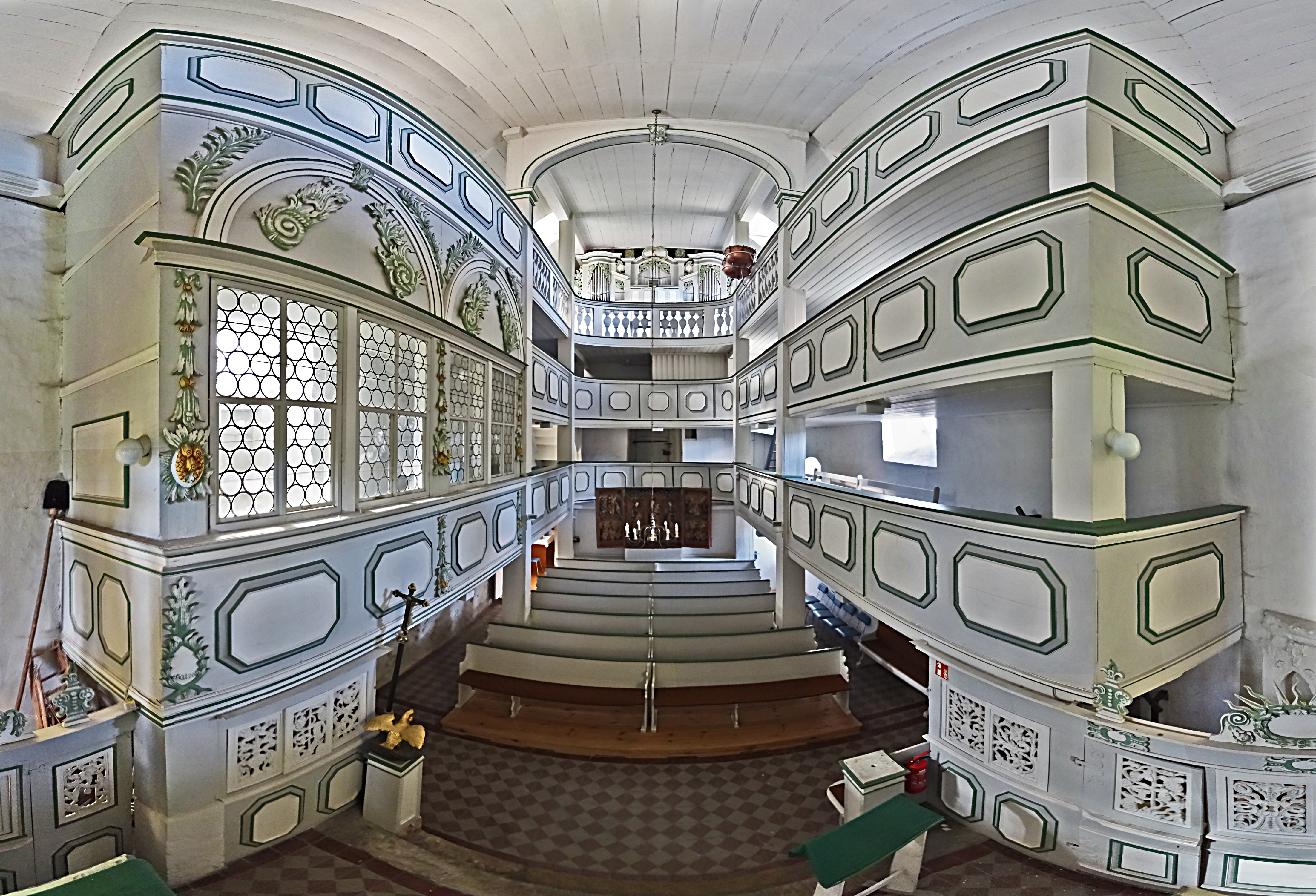
Innenansicht

Die evangelisch-lutherische, denkmalgeschützte Kirche Neuengönna steht in Neuengönna, einer Gemeinde im Saale-Holzland-Kreis von Thüringen. Der Gemeindeteil Neuengönna der Kirchengemeinde Nerkewitz gehört zum Kirchengemeindeverband Vierzehnheiligen der Region Jena West im Kirchenkreis Jena der Evangelischen Kirche in Mitteldeutschland.

## Beschreibung

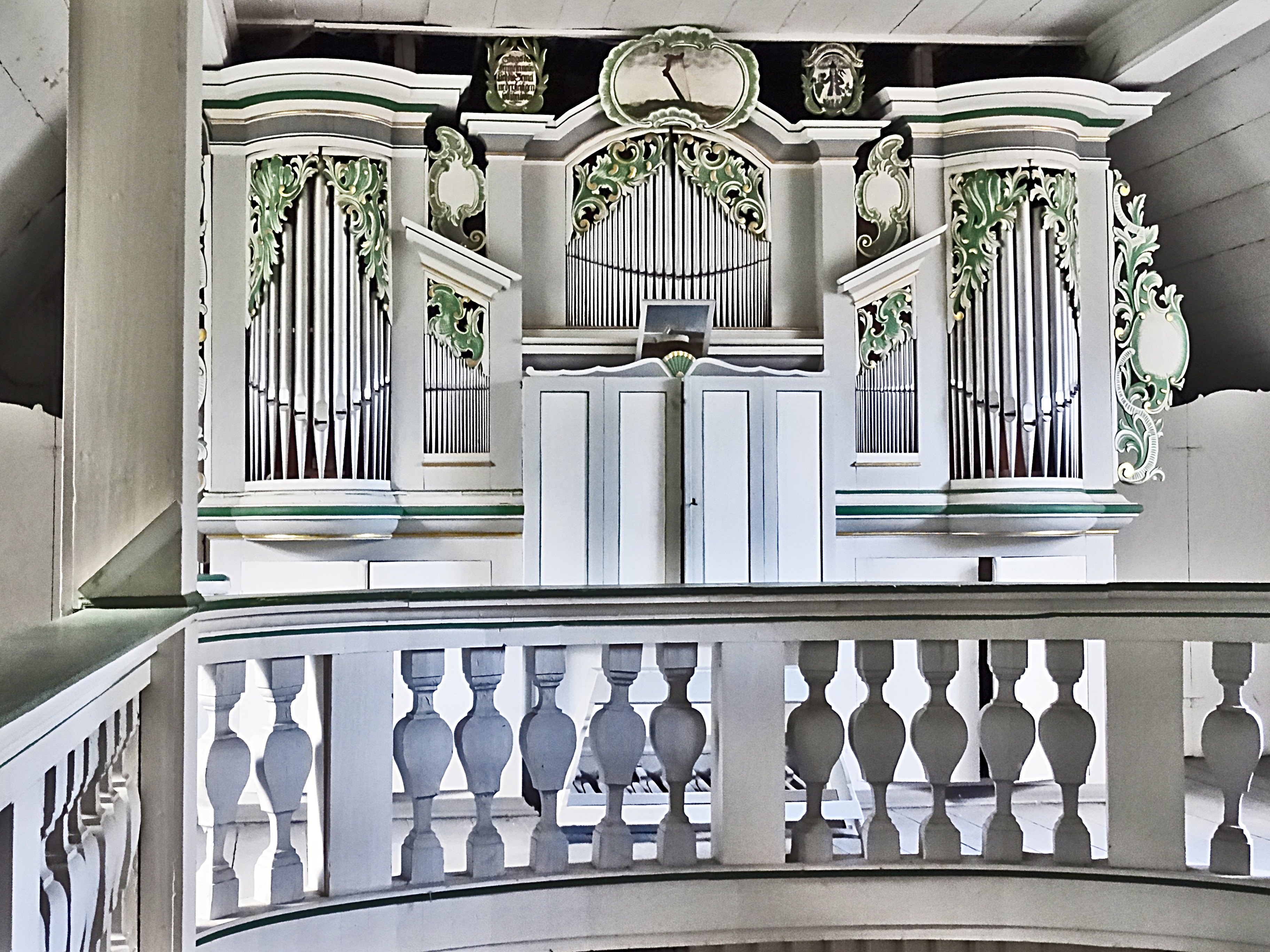
Die Orgel

Die Saalkirche wurde 1432 erbaut. Sie hat einen polygonalen Abschluss im Osten. Heute wird sie beherrscht von dem Mansarddach und dem achtseitigen Dachturm mit einer schiefergedeckten Haube und offenen Laterne, auf deren Wetterfahne die Jahreszahl 1722 steht. Die gotischen Bauformen sind bis auf die spitzbogigen Fenster im Ostpolygon, allerdings ohne Maßwerk, eine Lichtnische und Teile des Portals im Westen verloren gegangen. 1981/82 wurde außen ein neuer Putz aufgetragen. Der hohe Innenraum wurde 1722 durch Zacharias Richter aus Neuengönna neu ausgestattet. Die dreiseitigen, dreigeschossigen Emporen haben kassettierte Brüstungen und Balustraden. Neben dem Altar befinden sich Logen für die Stände mit geschnitzten Fenstern. An der Nordseite ist eine große Patronatsloge mit zwei, durch Blendbögen abgesetzten Paaren von Fenstern und appliziertem Schnitzwerk. Der Kanzelaltar, signiert von Z. Richter mit 1722, ist durch dreiachsige, zweizonige Bogen gegliedert. Er hat flaches Schnitzwerk und derbe Schnitzfiguren, die Christus und Moses darstellen. Am Auszug sind zwei kleine weibliche Allegorien. Die Bezeichnung 1790 bezieht sich auf eine Instandsetzung. 
Ein dreiteiliges geschnitztes Altarretabel ist die Arbeit eines sächsisch-thüringischen Meisters der Saalfelder Schule um 1505/10. Auf der geöffneten Festtagsseite enthält der Schrein in der Mitte die geschnitzten Figuren  von Maria mit Kind, Barbara und Katharina. Die Innenseiten der Flügel zeigen die Statuen von zwölf Heiligen. Die Werktagsseite zeigt bei geschlossenem Flügelaltar einen Schmerzensmann und eine Schmerzensmutter als Malerei. Die Predella und das Gesprenge sind verloren gegangen. Der Schnitzaltar ist ursprünglich für die Kirche Golmsdorf hergestellt und von dort abgekauft worden.
Ein kniender Taufengel hat eine erhobene Taufschale, auf dem Pultdeckel ein Pelikan als Symbol für den Opfertod Christi. Ferner ist ein Grabstein aus Alabaster für Sybilla von Brück, einer Nachfahrin von Gregor Brück vorhanden. Die Orgel mit 20 Registern, verteilt auf 2 Manuale und Pedal, wurde 1776 von Johann Christoph Dinger gebaut.